# Aloe macracantha
Aloe macracantha é uma espécie de liliopsida do gênero Aloe, pertencente à família Asphodelaceae.